# Jeong Na-eun
Jeong Na-eun (Seul, 27 de junho de 2000) é uma jogadora de badmínton sul-coreana.

## Carreira
Em parceria com Kim Hye-jeong, chegaram à final do Masters da Indonésia em 2021, mas perderam para Nami Matsuyama e Chiharu Shida, do Japão. Em 2022, elas foram semifinalistas no All England Open. Meses depois, elas iriam vencer o Korea Open ao derrotar Benyapa Aimsaard e Nuntakarn Aimsaard com uma pontuação de 21–16, 21–12. Ela fez parte da equipe sul-coreana que ganhou o ouro na Uber Cup de 2022.
Ela fez parte da equipe coreana vencedora na Uber Cup de 2022 e nos Jogos Asiáticos de 2022. Jeong atingiu o recorde de sua carreira como número 3 do mundo nas duplas femininas com Hye-jeong, e número 5 nas duplas mistas com Kim Won-ho.
Nos Jogos Olímpicos de Verão de 2024, em Paris, conquistou a medalha de prata na disputa de duplas mistas, ao lado de Won-ho.